# Čadram
Čadram este o localitate din comuna Oplotnica, Slovenia, cu o populație de 251 de locuitori.